# Elektrociepłownia Wrocław

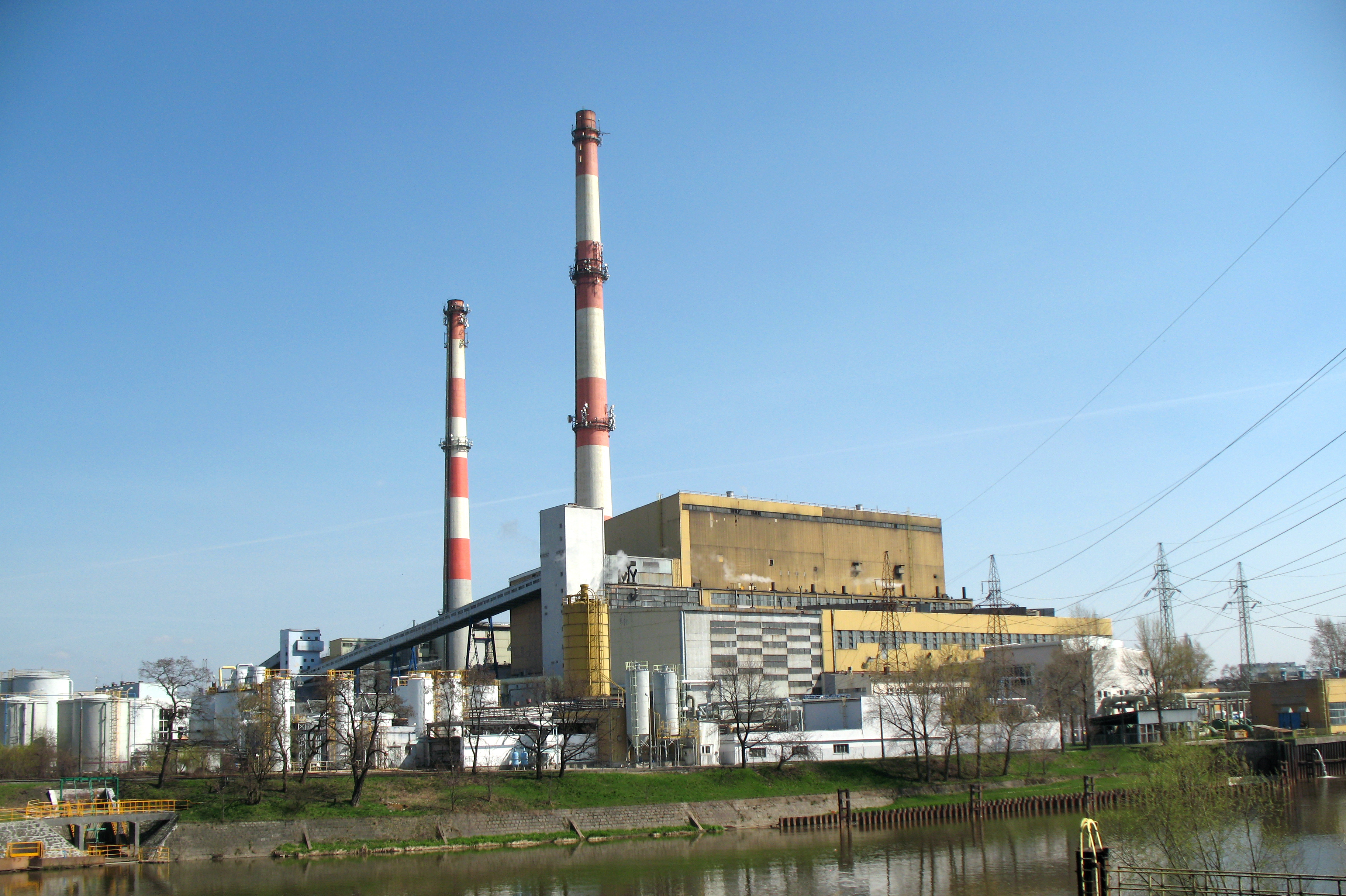
Elektrociepłownia Wrocław widziana od strony zachodniej, przed wyburzeniem starego, niższego komina

Elektrociepłownia Wrocław – elektrociepłownia znajdująca się we Wrocławiu na osiedlu Nadodrze. Powstała pod koniec XIX w. jako elektrownia.
Obecnie elektrociepłownia dysponuje 263 MW mocy elektrycznej i 812 MWt mocy cieplnej. Wraz z elektrociepłownią Czechnica oraz elektrociepłownią Zawidawie tworzy Zespół Elektrociepłowni Wrocławskich „Kogeneracja”.
W latach 1896–1897 trwały prace projektowe, w ramach których uzgodniono, iż najlepszą lokalizacją dla niej będą tereny położone nad Odrą przy obecnej ulicy Łowieckiej (Schutzen Strasse). Zarząd Miejski dokonał zakupu gruntu od Towarzystwa Myśliwskiego po czym przystąpiono do budowy nowej Elektrociepłowni (stara istniała przy ulicy Menniczej). Początek prac datuje się na rok 1900, a już 8 lipca 1901 do mieszkańców Wrocławia popłynął pierwszy prąd i energia cieplna. Początkowo Elektrociepłownia Wrocław generowała moc 6170 kW, co zaspokajało potrzeby mieszkańców. Wraz z dynamicznym wzrostem zapotrzebowania na energię elektryczną ze strony mieszkańców, około roku 1930 elektrociepłownię przebudowano, dzięki czemu mogła już produkować 57 MW. Na początku lat 40. niektóre z urządzeń uległy awarii zmniejszając możliwości elektrociepłowni do 44 MW.

## Wojna
Wrocław do roku 1945 był bezpiecznym miastem poza linią frontu. Pierwsze bombardowania miasta zaczęły się dopiero w styczniu 1945 roku. Pierścień oblężenia wokół Wrocławia zamknął się 16 lutego. Natarcia wojsk radzieckich szło ze strony zachodniej i od południa Wrocławia. Wrocław bronił się do pierwszych dni maja, w wyniku zażartej obrony w mieście zniszczeniu uległa znaczna część infrastruktury przemysłowej, to jest:
- 60% zniszczonych elektrowni
- 70% zniszczonej sieci rozdzielczej
- 25% zniszczeń siłowni wodnych
- 100% sieć oświetleniowa

W wyniku działań wojennych Elektrownia Wrocław również doznała dużych zniszczeń. 60% urządzeń uległo całkowitemu zniszczeniu, zburzone w dużym stopniu były kominy oraz sieć rurociągów parowych i wodnych. Straty wojenne były na tyle duże, że elektrociepłownia była zdolna do produkcji tylko i wyłącznie 3 MW, co stanowiło zaledwie ułamek możliwości przedwojennych.

## Nowa rzeczywistość
Po II wojnie światowej przystąpiono do szybkiej odbudowy Elektrociepłowni Wrocław. W lipcu 1945 nadzór nad obiektem przejął Zarząd Miejski. W 1946 zaczęła się odbudowa właściwa. W pierwszej kolejności dokonano naprawy uszkodzonego komina nr 1 o wysokości 76 m, następnie odbudowano od fundamentów komin nr 2 o wysokości 83 m, a w 1947 komin nr 3 o wysokości 82,5 m. W latach 50. modernizowano poszczególne elementy przekształcając elektrownię w elektrociepłownię. Pierwsze ciepło popłynęło nową magistralą w grudniu 1959. Zwiększające się zapotrzebowanie na energię cieplną doprowadziło do budowy nowej elektrociepłowni. Projekt zatwierdzono do realizacji pod koniec lat 60. i podzielono go na trzy etapy.
Pierwszy etap obejmuje lata 1967–1972. W tym okresie powstały dwa kotły wodne o mocy cieplnej 81 MW każdy, blok ciepłowniczy, człon ciepłowniczy z pompami i wymiennikiem rezerwowo-rozruchowymi, nabrzeże do wyładunku węgla z barek, składowisko węgla oraz żelbetowy komin o wysokości 120 m, stacje przygotowania wody, składowisko odpadów paleniskowych w Kamieniu oraz stację elektryczną i budynki z urządzeniami pomocniczymi.
Drugi etap to lata 1972–1976. Wybudowano i przekazano na tym etapie dwa kotły wodne, każdy o mocy cieplnej 140 MW, drugi ciąg przenośników nawęglania, żelbetowy komin o wysokości 180 m, instalacje i urządzenia towarzyszące.
W czasie „zimy stulecia” 1978/1979 elektrociepłownia została wyłączona z eksploatacji tuż po Nowym Roku 1979. Przyczyną wyłączenia było wstrzymanie zasilania pieców w miał węglowy, który przechowywany był na odległym o kilkaset metrów od pieców elektrociepłowni składowisku. Podczas Sylwestra w 1978 padał silny deszcz, a w ciągu kilku godzin temperatura spadła znacznie poniżej zera i źle zabezpieczony przed warunkami atmosferycznymi taśmociąg zamarzł tak, że mimo wsparcia wezwanego do pomocy wojska nie udało się utrzymać funkcjonowania pieców. Miało to tragiczne skutki, gdyż źle przygotowane agregaty prądotwórcze szpitali (w tym położniczych) nie były im w stanie dostarczyć dostatecznej ilości energii.
Trzeci etap rozbudowy miał się składać z kilku zadań. Część tych zadań została zrealizowana tj. wybudowano kocioł wodny o mocy 140 MW i dwa bloki ciepłownicze. Przyczyniło się to do wzrostu mocy ciepłowniczej do 1154 MW i mocy elektrycznej do 259 MW.
W latach 90. przystąpiono do modernizacji zakładu pod względem ochrony środowiska i rozpoczęto dostosowanie zespołu elektrociepłowni do standardów europejskich, a także jej nowoczesną komputeryzację.
W listopadzie 1991 została przekształcona w jednoosobową spółkę Skarbu Państwa.
W latach 2014–2015 została wyposażona w instalację odsiarczania i odazotowania spalin.

## Wielka fala i prywatyzacja
W lipcu 1997 elektrociepłownia została zalana wodą podczas „powodzi tysiąclecia”. Uszkodzenia będące wynikiem powodzi usunięto szybko z pomocą specjalistów od energetyki z całej Polski, a zakład odzyskał zdolności produkcyjne.
Dzięki zgodzie Ministra Skarbu Państwa nabrał tempa proces prywatyzacji. 26 września 1999 nowo utworzona spółka przyjęła nazwę Zespół Elektrociepłowni Wrocławskich Kogeneracja S.A. Pierwsza emisja akcji miała miejsce w marcu 2000 r., natomiast 26 maja spółka zadebiutowała na Giełdzie Papierów Wartościowych w Warszawie.
Głównymi udziałowcami były spółki należące do Électricité de France: EDF Polska S.A., EDF International S.A., EDF Investment III B.V. oraz otwarte fundusze emerytalne: OFE PZU Złota Jesień, OFE ING, Aviva OFE.
13 listopada 2017 PGE nabyła aktywa EDF w Polsce i w związku z pośrednim nabyciem akcji Kogeneracji, PGE stała się właścicielem 50% plus 1 akcja.

## Nadajniki radiowe
| Częstotliwość | Nazwa stacji         | Moc     | Polaryzacja |
| ------------- | -------------------- | ------- | ----------- |
| 90,4 MHz      | Radio Złote Przeboje | 3,0 kW  | pionowa (V) |
| 95,8 MHz      | Tok FM               | 0,89 kW | pionowa (V) |
| 101,5 MHz     | Vox FM               | 2,0 kW  | pionowa (V) |
| 105,5 MHz     | Radio Wawa           | 3,0 kW  | pionowa (V) |